# Icosaèdre de Jessen

L'icosaèdre de Jessen.

L'icosaèdre de Jessen (parfois appelé icosaèdre orthogonal de Jessen) est un  polyèdre non convexe ayant le même nombre de sommets, d'arêtes et de faces que l'icosaèdre régulier, et dont les faces se coupent à angle droit ; il a été étudié par Børge Jessen (en) en 1967.  

## Construction
On peut choisir un repère dans lequel les 12 sommets de l'icosaèdre de Jessen ont pour coordonnées les 3 permutations circulaires de   {\displaystyle (\pm 2,\pm 1,0)}. Dans cette représentation, les 24 arêtes courtes (correspondant aux angles diédraux convexes) sont de longueur {\displaystyle {\sqrt {6}}}, et les 6 autres arêtes sont de longueur {\displaystyle 4}. Huit faces sont des triangles équilatéraux (de côtés {\displaystyle {\sqrt {6}}}), et les douze autres faces sont des triangles isocèles dont la base est une arête longue. 

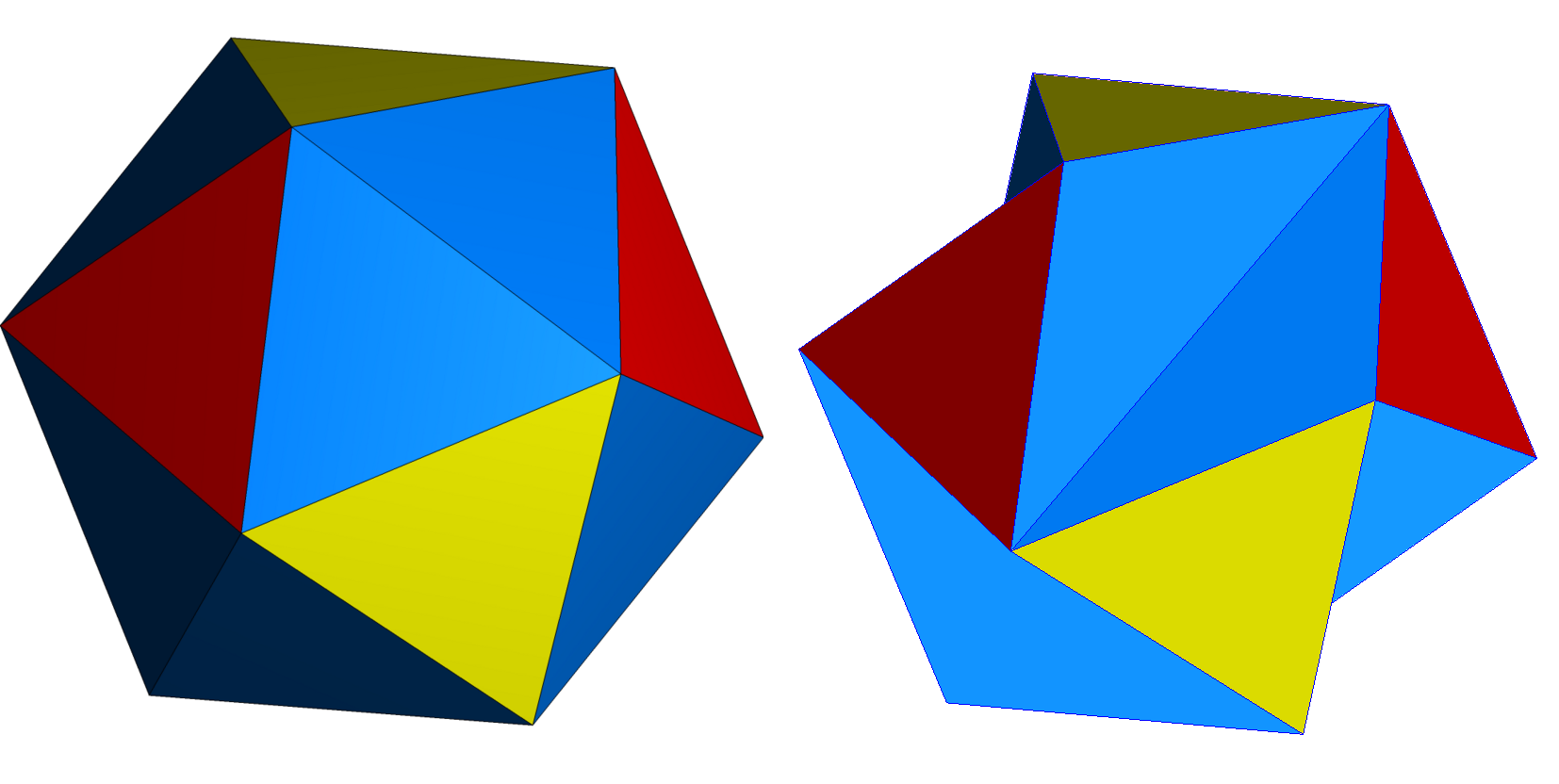
L'icosaèdre régulier et une variante non convexe ; cette variante diffère de l'icosaèdre de Jensen, les angles diédraux n'étant pas droits.

Une forme combinatoirement semblable part d'un icosaèdre régulier et remplace certaines paires de faces adjacentes par des paires de triangles isocèles ; cette forme a parfois été appelée également (et incorrectement) « icosaèdre de Jessen »,. Cependant, cette construction ne donne pas les angles droits souhaités, et il faut déplacer les sommets pour les obtenir.

## Propriétés
L'icosaèdre de Jessen est isogonal, c'est-à-dire qu'il existe des déplacements envoyant n'importe quel sommet sur n'importe quel autre. Ses angles dièdres sont tous droits ; on en déduit la construction d'une vaste famille de polyèdres ayant cette propriété en collant des copies de l’icosaèdre de Jessen par leurs faces équilatérales.

Patron de l'icosaèdre de Jessen (le modèle physique obtenu après pliage n'est pas tout à fait rigide).

Bien que ce ne soit pas un polyèdre flexible, l'icosaèdre de Jessen  n'est pas non plus infinitésimalement rigide : de très petits changements dans la longueur des côtés peuvent amener à des changements importants des angles diédraux, donnant aux modèles physiques l'apparence d'être flexibles (on parle de « polyèdre tremblotant »),,.
L'icosaèdre de Jessen ne peut être triangulé en tétraèdres sans ajouter de nouveaux sommets (le polyèdre le plus simple ayant cette propriété est le polyèdre de Schönhardt (en)). Cependant, comme son  invariant de Dehn est nul, il peut être découpé en pièces polygonales et réassemblé pour former un cube.

## Transformations jitterbug

Transformation continue (dite jitterbug) entre l'octaèdre régulier et le cuboctaèdre, avec une pause au passage par l'icosaèdre de Jessen.

L'icosaèdre de Jessen fait partie d'une famille continue d'icosaèdres ayant tous 8 faces équilatérales et douze faces isocèles (et ayant pour cas limites l'octaèdre régulier et le cuboctaèdre), famille décrite par H. S. M. Coxeter en 1948.
Les transformations faisant passer d'un icosaèdre de cette famille à un autre ont été appelées transformations jitterburg par Buckminster Fuller, en raison de leur aspect de rotation et expansion.